# Szurzsik

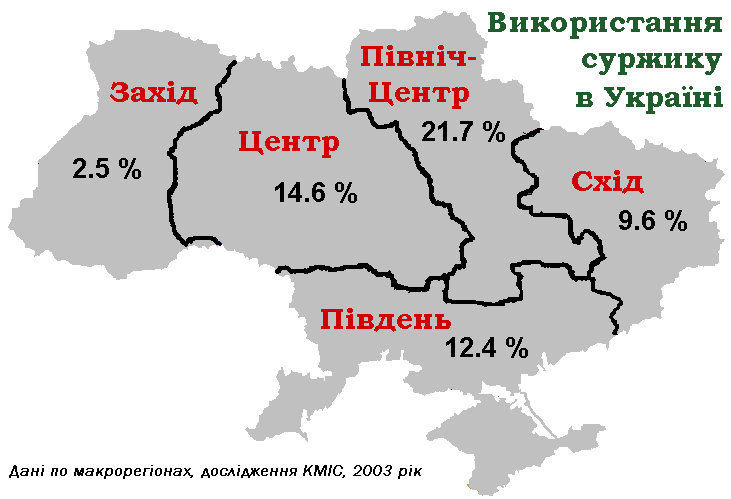
A szurzsik használata Ukrajnában

A szurzsik (ukránul: суржик) Ukrajnában, valamint Moldova és Oroszország Ukrajnával szomszédos régióiban az orosz szókincsre és az ukrán nyelvtanra épülő, igen elterjedt kevert nyelv. A szó eredetileg a búza és a rozs, vagy rozs és árpa, árpa és zab keverékét, vagy az abból készült lisztet jelentette. Tágabb értelemben az ukrán és más nyelvek (pl. ukrán és lengyel) keverékére is használják, egyes vidékeken pedig még újabb jelentést is felvett: a vegyes házasságban született gyerekeket jelöli.
A szurzsiknak pontos definíciója nem létezik. Alapvetően mindennapi beszédben használt nyelvek lexikai és nyelvtani elemeinek ötvözését jelenti anélkül, hogy az irodalmi nyelv normáit betartaná.

## Története
A nyelv kialakulásában döntő szerepe volt a 19. században falvaikat elhagyó, orosz többségű városokba költöző ukrán parasztoknak, akik az akkor „civilizáltabbnak”, „úribbnak” érzett orosz kifejezéseket anyanyelvük szabályait megőrizve használták.

## Jellemzői
A szurzsik egyik jellemzője, hogy területileg igen változatos: nyugat felé egyre több benne az ukrán kifejezés, míg kelet felé szinte teljesen átmegy az orosz nyelvbe.

## Használata
Beszélőinek számát a 46 milliós Ukrajna lakosságának 10–18%-ára becsülik. Ukrajna nyugati részén a lakosság 3–4, a keleti és déli régióban 10, az ország középső részén, Kijevben pedig 20% fölött van beszélőinek aránya.

## Lásd
Traszjanka